# Sarcophyton spongiosum
Sarcophyton spongiosum är en korallart som beskrevs av Thomson och Dean 1931. Sarcophyton spongiosum ingår i släktet Sarcophyton och familjen läderkoraller. Inga underarter finns listade i Catalogue of Life.